# Mission Santa Barbara
Die Mission Santa Barbara ist eine spanische Missionsstation der Franziskaner in der Nähe des heutigen Santa Barbara, Kalifornien. Sie wurde am 4. Dezember, dem Fest der heiligen Barbara, des Jahres 1786 errichtet, um den örtlichen Stamm der Chumash (Canaliño) zum Christentum zu bekehren. Das Missionsgelände steht auf einer Anhöhe zwischen dem Stillen Ozean und den Santa Ynez Mountains und wurde von Pater Fermín Lasuén OFM geweiht, der nach dem Tode des P. Junípero Serra OFM die Leitung der kalifornischen Missionen übernommen hatte. Die Mission Santa Barbara ist die einzige Mission, die seit dem Tag ihrer Gründung von Franziskanern geleitet wird.

## Geschichte
Die Mission Santa Barbara trägt das Patrozinium der heiligen Barbara, einer frühchristlichen Märtyrin. In den ersten Jahren der Mission wurden drei Kapellen errichtet, jede größer als die vorige. Erst als beim großen Erdbeben von Santa Barbara vom 21. Dezember 1812 die Gebäude zerstört wurden, begann der Bau an der heutigen Mission. Die Türme trugen bei einem erneuten Erdbeben am 29. Juni 1925 beträchtlichen Schaden davon, wurden aber später wieder aufgebaut. Die Gestaltung des Kircheninneren blieb seit 1820 unverändert.
Viele Elemente des ausgedehnten Wasseraufbereitungssystems der Mission, die von den der Indianern gebaut wurden (mit Wasserleitungen, zwei Reservoiren und ein Filterhaus), blieben erhalten, wie auch eine Getreidemühle. Das größere der Reservoire, das 1806 gebaut wurde, wurde in das Wassersystem der Stadt eingegliedert. Die ursprüngliche Quelle und der Lavadero befinden sich noch neben dem Eingang zur Mission. Ein im Jahre 1807 gebauter Damm liegt im heutigen Botanischen Garten von Santa Barbara am Mission Canyon. Die Gerbbottiche, der Keramikbrennofen und das Wachhaus wurden zerstört und nicht wiederaufgebaut. Im Jahre 1818 näherten sich zwei argentinische Schiffe unter dem Kommando des französischen Freibeuters Hippolyte de Bouchard der Küste und bedrohten die nahegelegene Stadt. Die Brüder bewaffneten 150 der Neophyten, um sich auf den Angriff vorzubereiten. Mit ihrer Hilfe wandten sich die Presidio-Soldaten gegen Bouchard, der ohne Angriff aus dem Hafen heraussegelte.
Nachdem der mexikanische Kongress am 17. August 1833 ein Gesetz zur Säkularisierung der Missionen Kaliforniens verabschiedet hatte, verlegte Pater Presidente Narciso Durán den Hauptsitz der Mission nach Santa Barbara und machte dabei die Mission Santa Barbara zu einem Dokumentenarchiv aller kalifornischer Missionen. Das Archiv der Mission ist die älteste Bibliothek im Staate Kalifornien, die sich noch in der Hand der Franziskaner befindet. Angefangen mit den Schriften von Hubert Howe Bancroft, diente die Bibliothek mehr als ein Jahrhundert als Zentrum für das historische Studium der Missionen.
Im Jahre 1840 wurden Alta California und Baja California aus dem Bistum Sonora ausgegliedert, um die Diözese beider Kalifornien zu bilden. Bischof Francisco Garcia Diego y Moreno OFM erhob die Kapelle der Mission zur Prokathedrale der Diözese, was sie bis 1849 blieb. Unter Bischof Thaddeus Amat y Brusi CM diente die Kapelle erneut als Prokathedrale des Bistums Monterey in California.
Die Mission hat auch die älteste ununterbrochene Tradition des Choralsingens unter den kalifornischen Missionen. Die Kirchenmusik wird von zwei Kirchenchören dargeboten, der California Mission Schola und der Cappella Barbara. Die Missionsarchive enthalten eine der reichsten Sammlungen an heute bekannten kolonialen Musikmanuskripten der Franziskaner, die nicht öffentlich zugänglich sind (die meisten wurden noch nicht einer wissenschaftlichen Analyse unterzogen).
Die ursprüngliche Stadt Santa Barbara entwickelte sich zwischen der eigentlichen Mission und dem Hafen, genau neben dem El Presidio Reál de Santa Bárbara (das „königlich-spanische Presidio“), ungefähr eine Meile südöstlich von der Mission. Als die Stadt wuchs, dehnte sie sich über die Küstenebene aus; ein Wohngebiet umgibt die Mission, obwohl es öffentliche Parks und ein paar öffentliche Gebäude (wie z. B. das naturgeschichtliche Museum) auf der Fläche direkt neben der Stelle gibt. Die Mission Santa Barbara dient mittlerweile wieder als Pfarrkirche. Am 9. Oktober 1960 wurde sie als National Historic Landmark anerkannt. Am 15. Oktober 1966 folgte die Aufnahme als Baudenkmal in das National Register of Historic Places.

## Abbildungen

Kreuzgang
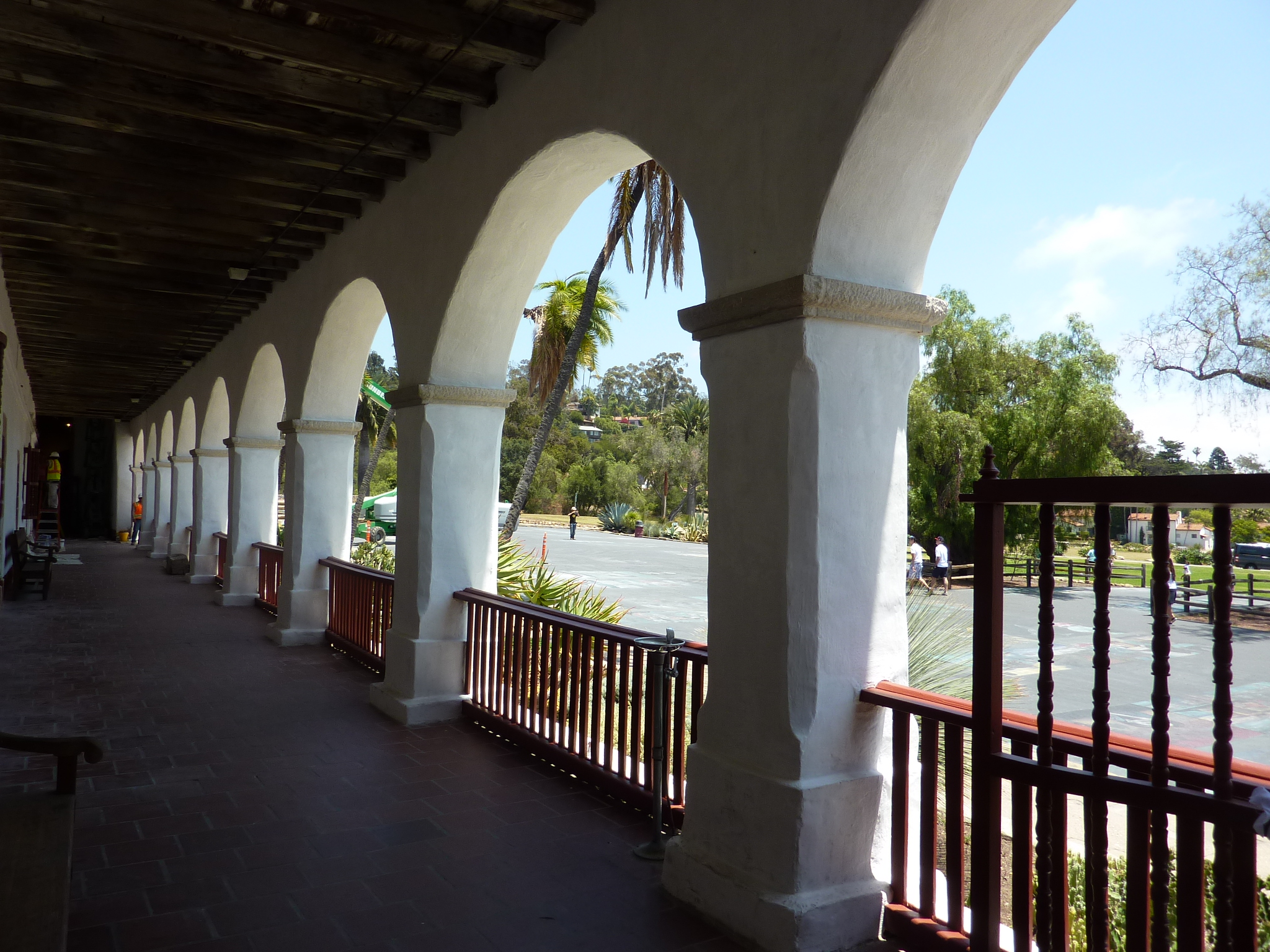
Kreuzgang, Inneres
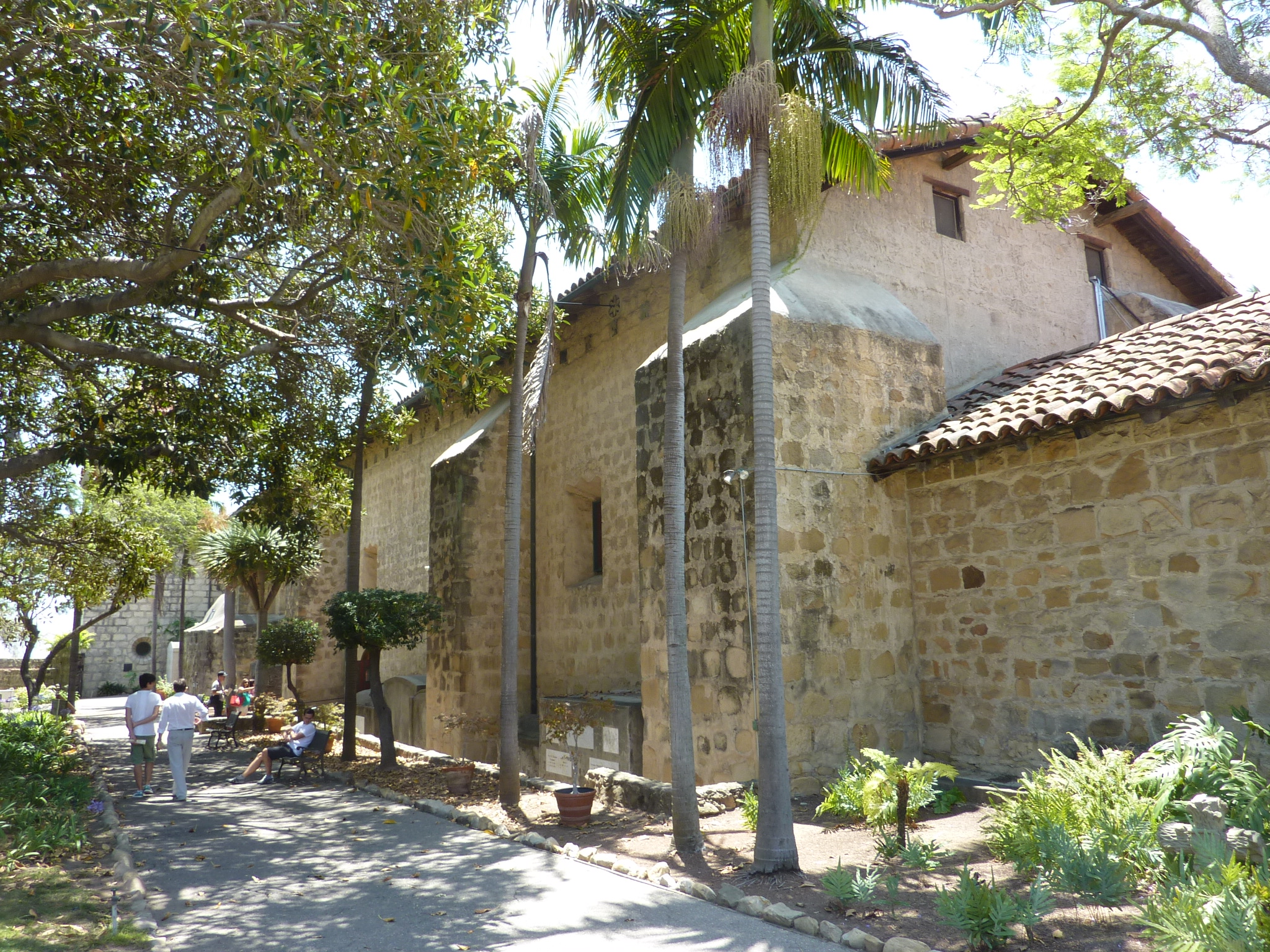
Missionsgebäude mit Strebepfeilern
Gedenktafel der Missionsstation links neben Haupteingang der Kirche
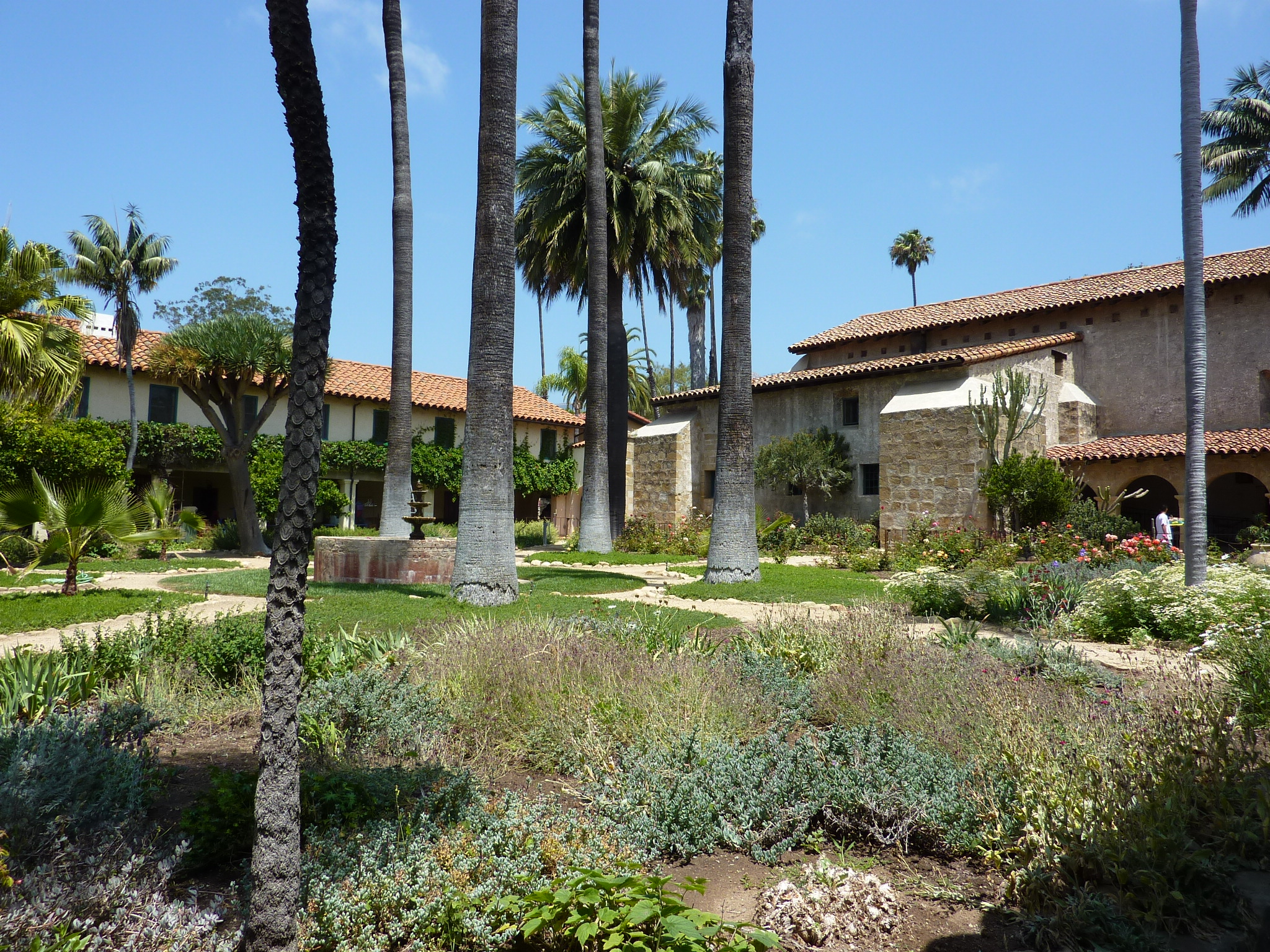
Innenhof der Mission